# Tomáš Stúpala
Tomáš Stúpala (ur. 5 maja 1966 w Bratysławie) – słowacki piłkarz występujący na pozycji obrońcy. 

## Kariera klubowa
Karierę rozpoczął w 1984 roku w Slovanie Bratysława. W 1985 roku odszedł do Dukli Bańska Bystrzyca. W 1987 roku powrócił do Slovana. Tym razem jego barwy reprezentował przez 10 lat. W tym czasie zdobył z zespołem mistrzostwo Czechosłowacji (1992), trzy mistrzostwa Słowacji (1994, 1995, 1996), dwa Puchary Słowacji (1994, 1997) oraz dwa Superpuchary Słowacji (1994, 1996). Potem grał jeszcze w zespołach ŠK Svätý Jur oraz ŠK Tomášov, a w 2004 roku zakończył karierę.

## Kariera reprezentacyjna
W reprezentacji Słowacji zadebiutował 2 lutego 1994 w wygranym 1:0 towarzyskim meczu ze Zjednoczonymi Emiratami Arabskimi. W latach 1994–1995 w drużynie narodowej rozegrał łącznie 14 spotkań.